# St. Marx (Band)
St. Marx war eine österreichische Musikgruppe, die 1992 gegründet wurde und bis 2000 im deutschsprachigen Raum Konzerte spielte und Tonträger produzierte.
Durch die Online-Veröffentlichung des Titels Was bist Du? im Jahr 1994 im IUMA (Internet Underground Music Archive) gilt die Band als erster österreichischer Act im WWW.

## Name
Der Bandname wurde in Anlehnung an den gleichnamigen, zu der Zeit noch übel beleumundeten Wiener Stadtteil Sankt Marx gewählt, der durch das umstrittene Alternative Kulturzentrum "Arena" stark im Bewusstsein der Musikszene verankert war, und der außerdem wegen ständiger Staus bei der gleichnamigen Stadtautobahn-Abfahrt häufig im lokalen Verkehrsfunk genannt wurde, aber v. a. auch wegen der inhaltlichen Spannung der religiösen Bezeichnung „Sankt“ im – nur scheinbaren – Konnex mit Karl Marx: Tatsächlich ist „Marx“ im Falle des Stadtteils eine Verballhornung des Namens „Markus“.

## Stil
Ihre Musik zeigt Einflüsse aus verschiedenen Genres, v. a. Crossover, Rap und Industrial, aber auch Metal und Techno. Die im Wiener Idiom verfassten Texte sind politisch explizit links verortet und spielen inhaltlich oft mit gesellschaftlichen und kulturellen Themen von Religion über Politik bis Science-Fiction.

## Geschichte
St. Marx wurde 1992 von Georg „Guru“ Hübner und Dietmar „Dietz“ Tinhof (a.k.a. „Himmelhof“) in Wien gegründet. Die beiden kannten einander seit Schultagen und hatten davor schon in mehreren anderen Formationen gemeinsam Musik gemacht, u. a. bei der Wiener 80er-Jahre Szene-Band Käptʼn Echo.

### Erste Besetzung – 1992–1993
In der frühen Phase der ersten Besetzung mit Alexander „Branco“ Czerny an der Gitarre und Harald Ganglberger am Schlagzeug changierte die Band musikalisch noch unentschlossen zwischen Pop und Rock. Eine erste Single-Produktion mit dem Namen „Männer mag man eben / Mag man Männer?“ (unter ironischer Anlehnung an den Werbespruch des Waffel-Herstellers Manner) beim Major-Label BMG wurde kurz nach dem Erscheinen 1993 zurückgezogen.
In dieser Besetzung und während der Übergangsphase zur zweiten Besetzung wurden zwei Alben im Eigenverlag als Musikkassetten veröffentlicht: Abfahrt St. Marx und Liebe, Lust & Laster.

### Zweite Besetzung – 1993–1994
Der Einstieg von Dietmar „Didi“ Baumgartner an der Gitarre (später u. a. bei Bands wie Ruediger und Alkbottle) und Wolfgang Luckner am Schlagzeug (später u. a. bei den Seern) markierte eine klare Umorientierung von Pop zu Metal und Crossover. Gurus Vocals änderten sich von „gesungen“ zu „geschrien“, hin zu einer Mischung aus Spoken Word, Shouting und Rap.
Ein vom Musikmanager Mario Rossori initiierter Vertrag bei Alexander Spritzendorfers Wiener Kult-Label „Spray Records“ brachte 1994 die Arbeit am „offiziellen“ Debüt-Album Schlachthaus ins Rollen. Eine EP mit sechs Titeln erschien vorab auf Vinyl als Weisspressung in limitierter Auflage, die mittlerweile als Schlachtplatte eine gesuchte Rarität ist.

### Dritte Besetzung – 1994–2000
Während der Aufnahmen zu Schlachthaus stiegen Schlagzeuger Wolfgang Luckner und Gitarrist Dietmar „Didi“ Baumgartner aus und gründeten ihr eigenes Projekt unter dem Namen „Ruediger“. Mit dem Einstieg von Andreas „ScoteX“ Koch an der Gitarre und Christian „Kobi“ Kobold an Schlagzeug und Turntables gewann die Band durch ScoteX einerseits an höchst zeitgemäßem Riffing wie auch eine neue Portion Groove durch Kobis Affinität zu Hip-Hop und Black Music im Allgemeinen. Samples und harte elektronische Sounds bestimmten nun das Klangbild. Diese dritte Besetzung gilt gemeinhin als „die“ Besetzung von St. Marx.
1996 erschien mit einiger Verspätung das Album Schlachthaus mit zwölf „offiziellen“ Titeln, drei Skits und einem „Hidden Track“. Einzelne Stücke des Albums wurden auf verschiedenen Kompilationen verkoppelt.
Für die zahlreichen daran anschließenden Live-Konzerte stieß im gleichen Jahr der Bassist Alexander Horstmann als fünftes Bandmitglied dazu, um Guru als Frontman freizuspielen. Einzelkonzerte und Konzertserien im gesamten deutschen Sprachraum folgten. Die Band spielte mehrmals als Support-Act für die skandinavische Crossover-Formation Clawfinger, lehnte danach aber ein ähnliches Angebot für die deutsche Rechts-Rock-Band Böhse Onkelz aus politischen Gründen ab.
Auf die Anfrage aus der Redaktion einer Jugendsendung des ORF hin mit dem (hypothetischen) Ziel einer neuen, zeitaktuellen Bundeshymne entstand 1997 der Titel Heim@at, der in der Sparte „Rock“ gewann (weitere Gewinner waren Pulsinger/Tunakan und Schönheitsfehler). Der musikalisch durchaus kantige, technoide, sprachlich zwar verspielte, aber inhaltlich unverhohlen politische Titel, der gleichermaßen die grundsätzliche rechte Hegemonie über den Begriff zur Diskussion stellt wie auch die Nichtigkeit des Konzepts „Heimat“ im Cyberspace thematisiert, erfuhr überraschendes Airplay im österreichischen Jugendsender FM4 und wurde auch auf einer Kompilation des Senders verkoppelt.
Die Arbeiten am zweiten Album Schwerkraft begannen, erstmals auch z. T. mit Unterstützung externer Kräfte wie dem deutschen Erfolgsproduzenten Axel Kroell. Der Sound wurde nochmals elektronischer, die Stücke waren (v. a. live) eher „track-oriented“ wie im Techno und im Drum'n'Bass, nicht mehr zwingend den klassischen Song-Strukturen verpflichtet. Die Texte aus dieser Phase sind zum Teil hochpolitisch und klar links verortet. Typisch auch die eingängigen, hook-lastigen, oft von der gesamten Band geshouteten Refrains, welche die mäandrierenden Tracks strukturieren, und die offenen Song-Enden.
Während das Indie-Label Spray Records erst an Reverso und in Folge an den Major BMG verkauft wurde, erschien 1997 noch die EP Heim@at inklusive des Titels Du gefällst mir nicht featuring Drahdiwaberl-Frontmann Stefan Weber auf CD. Die Produktion des kompletten Albums wurde vom neuen Label jedoch aus fadenscheinigen Gründen kurz vor der finalen Mischung gestoppt und nicht mehr veröffentlicht. 1998 spielte die Band ihr letztes Live-Konzert im Wiener Szene-Club Flex.
Im (aus österreichischer Sicht) Wendejahr 2000 wurde der Agit-Prop-Titel Zahltag erweitert, im Studio von Falco- und Drahdiwaberl-Keyboarder Thomas Rabitsch neu gemischt und als wütender Kommentar zum politischen Rechtsruck digital veröffentlicht. Als Gäste wirkten der spätere Russkaja-Frontmann Georgij Makazaria, der Frontmann von Alkbottle, Roman Gregory, und der Rapper Markus Mayer alias Da Hausmasta (Fünfhaus Posse) mit. Der Song erzielte über 60.000 Downloads.

### Nach dem Ende – 2000–2023
Auch danach löste sich St. Marx formell zwar nicht auf, resignierte jedoch als Band und arbeitete unter diesem Namen nie wieder zusammen. In den Folgejahren widmeten sich die Bandmitglieder ihren weiteren Karrieren und (z. T. auch gemeinsamen) Musikprojekten wie dem Billy Rubin Trio, Gurus Šrâmł Kvațet, oder wirkten als Mixing Engineer oder auch als (Co)Produzenten für Künstler und Acts wie Birgit Denk, Kurt Ostbahn, Opus, Falco, Attwenger, Hansi Lang, Sofa Surfers.
Alle ehemaligen Bandmitglieder der dritten Besetzung sind weiterhin als Musiker oder auch als Musikproduzenten aktiv (Stand September 2024).

### SchwerkraftRemaster 2023
Im 25. Jahr der Nichtveröffentlichung des zweiten Albums Schwerkraft erschien dieses 2023 mit 13 Titeln als Remaster digital auf Newton Records, unterstützt durch die Veröffentlichung der Videos zu Heim@at aus 1997/98 sowie Allein und Zahltag 2000 (beide 2023 neu produziert). Von den zwölf ursprünglich für das Album vorgesehenen Titeln waren zehn noch als Rough-Mix vorhanden und wurden mittels digitaler Audio-Werkzeuge von Keyboarder und Produzent Dietmar „Dietz“ Tinhof in veröffentlichbare Form gebracht. Ein weiteres Stück (Zu spät) wurde einer Live-Aufnahme entnommen und aufgearbeitet. Ergänzt wurde das Remaster durch die Instrumental-Version von Heim@at (i.e. der sog. Heim@at-Basis-Mix) und die Neuauflage von Zahltag aus dem Jahr 2000.

## Diskografie
Alben
- 1992: Liebe, Lust & Laster (Eigenverlag) – 8 Titel auf Compact-Cassette
- 1993: Abfahrt St. Marx (Eigenverlag) – 8 Titel auf Compact-Cassette
- 1994: Schlachthaus (Demo) (Eigenverlag) – 8 Titel auf Compact-Cassette
- 1996: Schlachthaus (Spray Records) – 16 Titel auf CD
- 2023: Schwerkraft (produziert 1998, Newton Records) – 13 Titel, Digitalrelease

Singles und EPs
- 1992: Männer mag man eben / Mag man Männer? (BMG) – 4 Titel, CD Single
- 1994: Was bist du? (IUMA) – 1 Titel Online-Release
- 1995: Schlachtplatte (Spray Records) – 6 Titel auf White-Label Vinyl
- 1997: Heim@at / Du gefällst mir nicht (feat. Prof. Stefan Weber) (Spray Records) – 4 Titel, CD-Single
- 2000: Zahltag 2000 (feat. Georgij Makazaria, Roman Gregory und Da Hausmasta) (Eigenverlag) – 1 Titel, Digitalrelease

Kompilationen (Auswahl)
- 1995: Was bist Du? (Music from the Heart of Europe – Austria at Popkomm 95)[13]
- 1997: Heim@at (FM4 – House of Pain Vol. 1)